# Leonard Stringfield
Leonard Stringfield (1920 – 1994) è stato un saggista statunitense.
È autore di libri è pubblicazioni nel campo dell'ufologia, in cui è molto conosciuto.

## Biografia
Stringfield partecipò alla seconda guerra mondiale come ufficiale dei servizi di informazione militari. Dopo la fine della guerra entrò nella Dubois Chemicals, un'industria manifatturiera internazionale, dove prestò servizio per 31 anni arrivando all'incarico di direttore delle pubbliche relazioni e dei servizi di marketing. Interessatosi di UFO fin dalla fine degli anni cinquanta, scrisse vari libri e pubblicazioni sull'argomento e fu chiamato a collaborare con la Commissione Condon. Ritiratosi dal lavoro nel 1981, si è dedicato a tempo pieno all'ufologia. È morto nel 1994 dopo una lunga battaglia contro il cancro.

## Attività in ufologia
Stringfield raccontò di avere visto un UFO per la prima volta nel 1945 in Giappone, nei pressi di Iwo Jima, tre giorni prima della fine della guerra, mentre si trovava in volo su un aereo C-46 insieme ad altri 12 specialisti dell'aeronautica. L'incontro fu per lui così traumatico che cercò di dimenticarlo, ma all'inizio degli anni cinquanta cominciò ad interessarsi di ufologia a causa del clamore suscitato da vari avvistamenti di UFO avvenuti negli USA a partire dalla fine degli anni quaranta. Stringfield si convinse che i Foo Fighters avvistati dai piloti durante la guerra e gli UFO avvistati successivamente erano la stessa cosa e che probabilmente si trattava di veicoli extraterrestri.
Nel 1954 fondò un'associazione per lo studio degli UFO che chiamò Civilian Research Interplanetary Flying Objects (CRIFO). L'associazione cominciò a pubblicare un bollettino mensile chiamato ORBIT, che attirò l'attenzione del giornalista radiofonico Frank Edwards, il quale invitò Stringfield a partecipare ad un programma radiofonico, che fece conoscere al pubblico Stringfield e la sua associazione. Nel 1955 il Comando di Difesa Aerea dell'Ohio, stato in cui Stringfield risiedeva, gli chiese di collaborare per l'analisi di avvistamenti di UFO nel nord-ovest di quello stato. Nello stesso anno ricevette dal capitano Edward J. Ruppelt, ex direttore del Progetto Blue Book, la richiesta di informazioni per il libro che lo stesso Ruppelt stava scrivendo. Stringfield ha raccontato la sua esperienza di collaborazione con l'Aeronautica in due dei suoi libri.
Nel 1957 Stringfield chiuse il CRIFO e il bollettino ORBIT ed entrò a far parte del NICAP; nello stesso anno pubblicò il suo primo libro sugli UFO, Inside Saucer Post. Fra il 1967 e il 1969 fu chiamato a collaborare con la Commissione Condon, occupandosi dell'analisi degli avvistamenti segnalati nel sud-ovest dell'Ohio. Nel 1972 uscì dal NICAP e continuò per conto proprio le sue indagini sugli UFO, occupandosi in particolare dei cosiddetti UFO crash. In seguito ha collaborato con le più importanti associazioni ufologiche statunitensi, il MUFON, il CUFOS e il FUFOR. Nel 1977 ha pubblicato Situation Red, il suo più noto libro sugli UFO. Nel 1978 ha presentato una relazione sugli UFO crash al congresso del MUFON; nello stesso anno è stato consulente sugli UFO di Eric Gairy, Primo Ministro di Grenada, che propose all'ONU l'istituzione di un'agenzia internazionale per lo studio degli UFO. In seguito Stringfield ha pubblicato altri libri sugli UFO, di cui l'ultimo nel 1994, anno della sua morte.
Nel 2012 al congresso annuale del MUFON è stato annunciato che l'associazione ha ricevuto in dono i sessanta volumi contenenti le indagini che Stringfield ha condotto nel corso della sua attività. Il direttore del MUFON della Pennsylvania, John Ventre, ha dichiarato che il MUFON progetta di digitalizzare i volumi per metterli a disposizione degli studiosi di ufologia.

## Libri e pubblicazioni
- Inside Saucer Post...3-0 Blue: CRIFO Views the Status Quo: A Summary Report, The Moeller Printing Co. (1957)
- Situation Red, Fawcett Crest Books (1977)
- Retrievals of the Third Kind: A case study of alleged UFOs and occupants in military custody (1978), presentato come relatore al Nono Simposio Annuale del MUFON a Dayton, Ohio, nel luglio 1978 (In seguito il lavoro è stato chiamato Status Report I)
- The UFO Crash/Retrieval Syndrome: Status report II: New Sources, New Data (1980)
- UFO Crash/Retrievals: Amassing the Evidence: Status Report III (1982)
- The fatal encounter at Ft. Dix-McGuire: A case study: Status Report IV (1985)
- UFO Crash/Retrievals: Is the coverup lid lifting?: Status Report V (1989)
- UFO Crash/Retrievals: The Inner sanctum : Status Report VI (1991)
- UFO Crash/Retrievals: Search for Proof in a Hall of Mirrors: Status Report VII (1994)